# Settimo Rottaro
Settimo Rottaro is een gemeente in de Italiaanse provincie Turijn (regio Piëmont) en telt 506 inwoners (31-12-2004). De oppervlakte bedraagt 6,1 km², de bevolkingsdichtheid is 83 inwoners per km².

## Demografie
Settimo Rottaro telt ongeveer 229 huishoudens. Het aantal inwoners daalde in de periode 1991-2001 met 4,8% volgens cijfers uit de tienjaarlijkse volkstellingen van ISTAT.
| Jaar | Inwoneraantal |
| ---- | ------------- |
| 1991 | 543           |
| 2001 | 517           |

## Geografie
Settimo Rottaro grenst aan de volgende gemeenten: Azeglio, Caravino, Borgo d'Ale (VC), Cossano Canavese.
1. ↑  https://demo.istat.it/?l=it.